# Championnat de France de rugby à XV 1984-1985
Navigation
Édition précédente Édition suivante
L'élite est constituée de quatre groupes de dix clubs. À l'issue de la phase qualificative, les deux premiers de chaque groupe sont qualifiés pour les 1/8e de finale, les équipes classées 3e à 6e dans chaque groupe (soit seize clubs) disputent des matchs de barrage, ou 1/16e de finale, dont les vainqueurs sont aussi qualifiés pour les 1/8e de finale.
Le Stade toulousain, par ailleurs premier de la saison régulière remporte le Championnat de France de rugby à XV de première division 1984-1985 après avoir battu le RC Toulon en finale.
En groupe B, c'est l'US Marmande qui devient le champion de France de rugby à XV de première division B 1984-1985 après avoir battu le SA Hagetmau en finale.
Il s'agit du premier Bouclier de Brennus remporté par le Stade toulousain depuis 1947. Le RC Toulon devra attendre 1987 pour remporter un titre après-guerre.
Nice remporte le Challenge du Manoir.
Narbonne remporte la Coupe de France face à Toulouse.

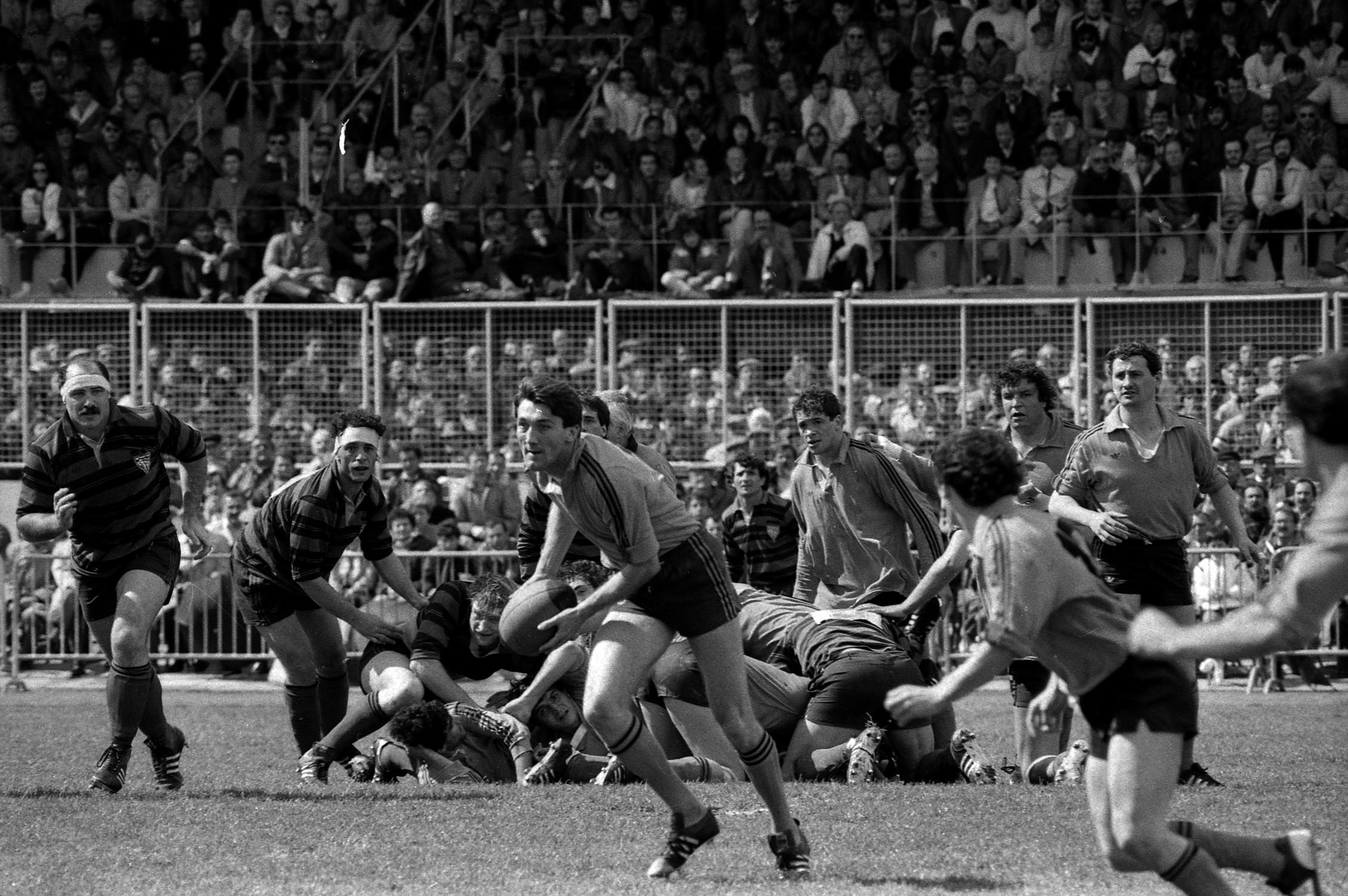
Pierre Mathias ouvre sur Didier Codorniou (1985).

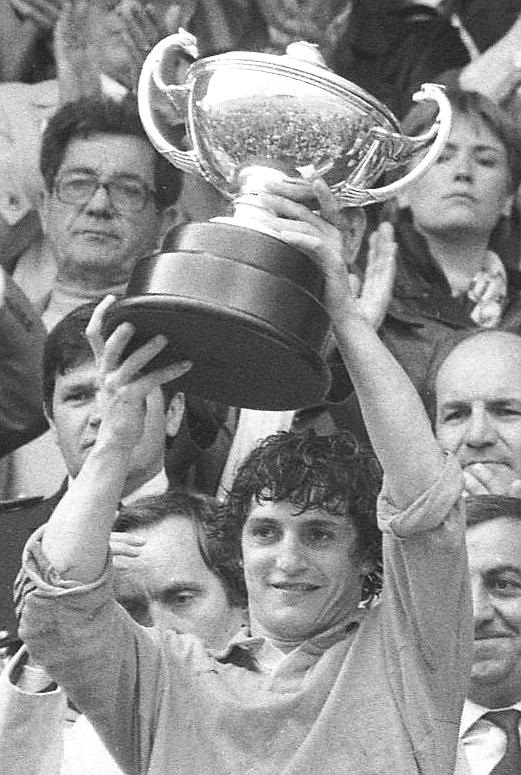
Didier Codorniou, vainqueur de la Coupe de France de rugby (et capitaine du RC Narbonne).

## Phase de qualification
Les équipes sont listées dans leur ordre de classement à l'issue de la phase qualificative. Les noms en gras indiquent les équipes qui sont qualifiées directement pour les 8e de finale.
| 1. Stade toulousain 2. AS Béziers 3. US Montauban 4. Stadoceste tarbais 5. Tyrosse RCS 6. Stade aurillacois 7. RC Narbonne 8. US Carcassonne 9. Racing club de France 10. Avenir aturin | 1. SU Agen 2. Biarritz olympique 3. US Dax 4. RC Hyères 5. FC Oloron 6. Boucau stade 7. CA Bègles-Bordeaux 8. US Romans 9. Valence sportif 10. Stade rochelais |
| 1. FC Lourdes 2. AS Montferrand 3. CA Brive 4. Aviron bayonnais 5. FC Grenoble 6. La Voulte sportif 7. Section paloise 8. Club olympique Creusotin 9. Stade bagnérais 10. SC Angoulême  | 1. RRC Nice 2. RC Toulon 3. SC Graulhet 4. USA Perpignan 5. CS Bourgoin-Jallieu 6. Stade montois 7. Castres olympique 8. RC Nîmes 9. SC Tulle 10. SC Albi      |

## Matchs de barrage (seizièmes de finale)
Les équipes dont le nom est en caractères gras sont qualifiées pour les huitièmes de finale.
| Équipe 1            | Équipe 2           | Résultat |
| ------------------- | ------------------ | -------- |
| Aviron bayonnais    | FC Oloron          | 15-10    |
| SC Graulhet         | Stade montois      | 12-18    |
| CA Brive            | Boucau stade       | 17-9     |
| FC Grenoble         | USA Perpignan      | 22-13    |
| Stade aurillacois   | US Montauban       | 21-17    |
| CS Bourgoin-Jallieu | Stadoceste tarbais | 19-9     |
| Tyrosse RCS         | US Dax             | 3-0      |
| La Voulte sportif   | RC Hyères          | 14-9     |

## Huitièmes de finale
Les équipes dont le nom est en caractères gras sont qualifiées pour les quarts de finale. Tous les barragistes sont éliminés.
| Équipe 1           | Équipe 2            | Match aller | Match retour |
| ------------------ | ------------------- | ----------- | ------------ |
| Stade toulousain   | Aviron bayonnais    | 15-9        | 10-3         |
| AS Béziers         | Stade montois       | 35-19       | 9-6          |
| AS Montferrand     | CA Brive            | 28-31       | 23-6         |
| SU Agen            | FC Grenoble         | 27-16       | 9-9          |
| RC Toulon          | Stade aurillacois   | 21-6        | 32-15        |
| RRC Nice           | CS Bourgoin-Jallieu | 6-9         | 28-15        |
| FC Lourdes         | Tyrosse RCS         | 6-12        | 22-6         |
| Biarritz olympique | La Voulte sportif   | 3-10        | 29-12        |

## Quarts de finale
Les équipes dont le nom est en caractères gras sont qualifiées pour les demi-finales.
| Équipe 1         | Équipe 2           | Résultat |
| ---------------- | ------------------ | -------- |
| Stade toulousain | AS Béziers         | 21-0     |
| AS Montferrand   | SU Agen            | 13-12    |
| RC Toulon        | RRC Nice           | 19-9     |
| FC Lourdes       | Biarritz olympique | 13-9     |

## Demi-finales
| Équipe 1         | Équipe 2       | Résultat |
| ---------------- | -------------- | -------- |
| Stade toulousain | AS Montferrand | 17-6     |
| RC Toulon        | FC Lourdes     | 6-3      |

## Finales

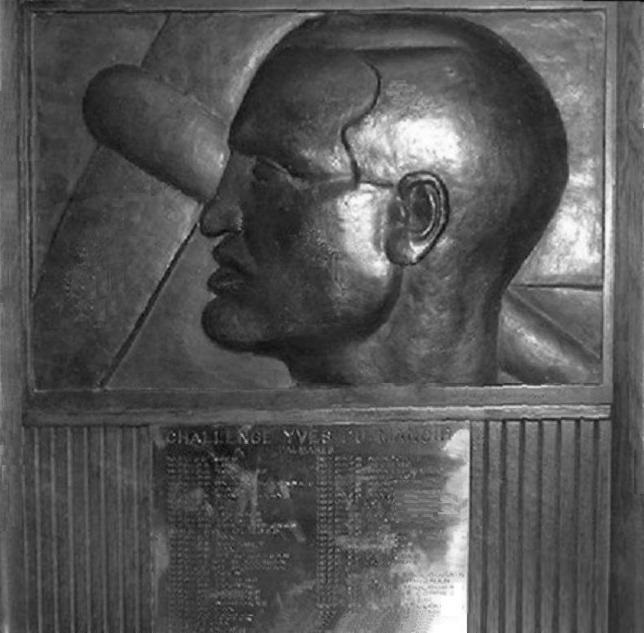
Nice remporte le Challenge Yves du Manoir.

| Équipes          | Stade toulousain - RC Toulon |
| Score            | 36-22 après prolongations (3-12 à la mi-temps, 19-19 à la fin du temps réglementaire, 30-19 à la fin de la première prolongation) |
| Date             | 25 mai 1985 |
| Stade            | Parc des Princes |
| Arbitre          | Yves Bressy |
| Les équipes      | |
| Stade toulousain | Titulaires : Christian Breseghello, Daniel Santamans, Claude Portolan, Gérard Portolan (Jean-Michel Giraud 46), Jean-Marie Cadieu (Karl Janik 71), Thierry Maset, Karl Janik (Hervé Lecomte 71), Albert Cigagna, Michel Lopez, Philippe Rougé-Thomas, Guy Novès, Denis Charvet, Éric Bonneval, Jean-Michel Rancoule, Serge Gabernet Non entrés en jeu : Serge Laïrle, Thierry Grolleau, Thierry Merlos, Laurent Husson. |
| RC Toulon        | Titulaires : Manu Diaz, Bernard Herrero, Yann Braendlin, Patrick Occhini, Marc Pujolle, Éric Champ, Gilbert Doucet, Philippe Coulais, Jérôme Gallion, Christian Cauvy (Christian Salvarelli 64), Thierry Fournier, Alain Carbonel, Patrice Blachère (Christian Cauvy 64), Pascal Jehl, Jérôme Bianchi (Gilles Fargues 45) Non entrés en jeu : Laurent Gueit, Yvan Roux, Bernard Capitani, Jean-Luc Charlier.            |
| Points marqués   | |
| Stade toulousain | 6 essais par Bonneval (51, 83), Charvet (54, 70, 109) et C. Portolan (94), 3 transformations par Lopez (54, 70, 109) et 2 pénalités par Lopez (38, 86) |
| RC Toulon        | 2 essais par Fournier (24) et Gallion (67), 1 transformation par Bianchi (24) et 3 pénalités par Bianchi (15, 36), Cauvy (100) et 1 drop par Cauvy (64) |

## Statistiques
Les statistiques incluent la phase finale.

### Meilleurs réalisateurs
Jérôme Bianchi est le meilleur réalisateur de la saison avec 217 points inscrits.
| Rang | Joueur              | Club             | Points |
| ---- | ------------------- | ---------------- | ------ |
| 1    | Jérôme Bianchi      | RC Toulon        | 217    |
| 2    | Michel Lopez        | Stade toulousain | 215    |
| 3    | Jean-François Thiot | CA Brive         | 199    |

### Meilleurs marqueurs
Philippe Sella est le meilleur marqueur avec 19 essais marqués.
| Rang | Joueur         | Club             | Essais |
| ---- | -------------- | ---------------- | ------ |
| 1    | Philippe Sella | SU Agen          | 19     |
| 2    | Pascal Jehl    | RC Toulon        | 16     |
| 3    | Éric Bonneval  | Stade toulousain | 12     |

### Biographie
: document utilisé comme source pour la rédaction de cet article.
- Christian Montaignac (préf. Philippe Dintrans), L'année du rugby 1985, Paris, Calmann-Lévy, 1985, 221 p. (ISBN 2-7021-1250-1).
- Henri Garcia, La fabuleuse histoire du rugby, Éditions de la Martinière, 1er octobre 1996, 935 p. (ISBN 2-7324-2260-6).